# Primera División de Venezuela 1963
La temporada 1963 de Primera División fue la séptima edición de la máxima categoría del fútbol profesional venezolano.
Deportivo Italia alcanzó su segunda corona con el técnico brasileño Orlando Fantoni. Debutaron Deportivo Galicia (tomó el puesto del equipo "Celta"), Unión Deportiva Canarias y Tiquire Flores del estado Aragua, que se convirtió en el primer equipo "no caraqueño" en jugar en el torneo profesional y disputó la mayoría de sus partidos en el Estadio Olímpico de la UCV. El conjunto "tomatero" era de la ciudad de La Victoria. Nino (Deportivo Portugués) fue el máximo goleador con 15 tantos.
La victoria 2:1 del Deportivo Italia sobre el Deportivo Portugués, que dio el título de campeón al equipo de la comunidad italiana de Venezuela, fue presenciado el 22 de junio de 1963 por más de 30 000 espectadores logrando un nuevo récord de público en el fútbol profesional de Caracas.

## Equipos participantes
| Club                | Estado           |
| ------------------- | ---------------- |
| Deportivo Galicia   | Distrito Federal |
| Deportivo Italia    | Distrito Federal |
| Deportivo Portugués | Distrito Federal |
| La Salle            | Distrito Federal |
| Tiquire Flores      | Aragua           |
| U. D. Canarias      | Distrito Federal |

## Ronda Eliminatoria
| Pos | Equipo              | J  | G | E | P | GF | GC | DG | Ptos |
| --- | ------------------- | -- | - | - | - | -- | -- | -- | ---- |
| 1   | Tiquire Flores      | 10 | 6 | 1 | 3 | 27 | 22 | 5  | 13   |
| 2   | Deportivo Galicia   | 10 | 4 | 5 | 1 | 16 | 12 | 4  | 13   |
| 3   | Deportivo Portugués | 10 | 4 | 3 | 3 | 20 | 21 | -1 | 11   |
| 4   | Deportivo Italia    | 10 | 3 | 5 | 2 | 18 | 15 | 3  | 11   |
| 5   | La Salle            | 10 | 2 | 3 | 5 | 19 | 23 | -4 | 7    |
| 6   | U. D. Canarias      | 10 | 1 | 3 | 6 | 13 | 20 | -7 | 5    |

### Resultados
| Deportivo Portugués | 2 - 1 | Tiquire Flores    | 16 de marzo |
| Deportivo Italia    | 1 - 1 | Deportivo Galicia | 17 de marzo |
| La Salle            | 1 - 0 | U.D. Canarias     | 20 de marzo |
| La Salle            | 1 - 1 | Deportivo Italia  | 23 de marzo |
| Deportivo Portugués | 3 - 3 | U.D. Canarias     | 24 de marzo |
| Deportivo Galicia   | 3 - 1 | Tiquire Flores    | 27 de marzo |
| Deportivo Portugués | 4 - 3 | La Salle          | 30 de marzo |
| Deportivo Galicia   | 3 - 1 | U.D. Canarias     | 31 de marzo |
| Tiquire Flores      | 5 - 2 | Deportivo Italia  | 3 de abril  |
| Deportivo Portugués | 2 - 1 | Deportivo Italia  | 6 de abril  |
| Deportivo Galicia   | 2 - 2 | La Salle          | 7 de abril  |
| Tiquire Flores      | 2 - 0 | U.D. Canarias     | 17 de abril |
| Tiquire Flores      | 3 - 2 | La Salle          | 20 de abril |
| Deportivo Italia    | 1 - 1 | U.D. Canarias     | 21 de abril |
| Deportivo Portugués | 2 - 0 | Deportivo Galicia | 24 de abril |

| Deportivo Italia    | 1 - 1 | Deportivo Galicia   | 27 de abril |
| U.D. Canarias       | 3 - 1 | La Salle            | 28 de abril |
| Tiquire Flores      | 4 - 1 | Deportivo Portugués | 1 de mayo   |
| Deportivo Portugués | 2 - 2 | U.D. Canarias       | 4 de mayo   |
| Tiquire Flores      | 2 - 2 | Deportivo Galicia   | 5 de mayo   |
| Deportivo Italia    | 3 - 1 | La Salle            | 8 de mayo   |
| La Salle            | 3 - 1 | Deportivo Portugués | 11 de mayo  |
| Deportivo Italia    | 4 - 0 | Tiquire Flores      | 12 de mayo  |
| Deportivo Galicia   | 1 - 0 | U.D. Canarias       | 15 de mayo  |
| Tiquire Flores      | 4 - 2 | U.D. Canarias       | 18 de mayo  |
| Deportivo Galicia   | 1 - 1 | La Salle            | 19 de mayo  |
| Deportivo Portugués | 2 - 2 | Deportivo Italia<   | 22 de mayo  |
| Deportivo Italia    | 2 - 1 | U.D. Canarias       | 25 de mayo  |
| Deportivo Galicia   | 2 - 1 | Deportivo Portugués | 26 de mayo  |
| Tiquire Flores      | 5 - 4 | La Salle            | 29 de mayo  |

## Ronda final
| Pos | Equipo              | J | G | E | P | GF | GC | DG | Ptos |
| --- | ------------------- | - | - | - | - | -- | -- | -- | ---- |
| 2   | Deportivo Portugués | 3 | 2 | 1 | 1 | 8  | 3  | 5  | 5    |
| 1   | Deportivo Italia    | 3 | 3 | 1 | 0 | 6  | 2  | 4  | 5    |
| 3   | Tiquire Flores      | 3 | 1 | 0 | 2 | 3  | 6  | -3 | 2    |
| 4   | Deportivo Galicia   | 3 | 0 | 0 | 3 | 3  | 9  | -6 | 0    |

### Resultados
| Deportivo Portugués | 3 - 2 | Deportivo Galicia | 1 de junio  |
| Deportivo Italia    | 2 - 0 | Tiquire Flores    | 2 de junio  |
| Deportivo Portugués | 4 - 0 | Tiquire Flores    | 8 de junio  |
| Deportivo Italia    | 3 - 1 | Deportivo Galicia | 9 de junio  |
| Tiquire Flores      | 3 - 0 | Deportivo Galicia | 15 de junio |
| Deportivo Portugués | 1 - 1 | Deportivo Italia  | 16 de junio |

### Final
| 22 de junio de 1963 | Deportivo Italia | 2:1 | Deportivo Portugués | Olímpico de la UCV, Caracas |  |

Deportivo Italia

## Tabla acumulada
| Pos | Equipo               | J  | G | E | P | GF | GC | DG | Ptos |
| --- | -------------------- | -- | - | - | - | -- | -- | -- | ---- |
| 1   | Deportivo Italia (C) | 14 | 6 | 6 | 2 | 26 | 18 | 8  | 18   |
| 2   | Deportivo Portugués  | 14 | 6 | 4 | 4 | 29 | 26 | 3  | 16   |
| 3   | Tiquire Flores       | 13 | 7 | 1 | 5 | 30 | 28 | 2  | 15   |
| 4   | Deportivo Galicia    | 13 | 4 | 5 | 4 | 19 | 21 | -2 | 13   |
| 5   | La Salle             | 10 | 2 | 3 | 5 | 19 | 23 | -4 | 7    |
| 6   | U. D. Canarias       | 10 | 1 | 3 | 6 | 13 | 20 | -7 | 5    |

|  | Campeón, clasificado para la Copa Libertadores 1964. |